# Иодид индия(I)
Иодид индия(I) — бинарное неорганическое соединение металла индия и иода с формулой InI, красно-коричневые кристаллы, плохо растворяются в холодной воде, разлагаются в горячей воде.

## Получение
- Реакция металлического индия с избытком иода в токе углекислого газа:

{\displaystyle {\mathsf {InI_{2}+In\ {\xrightarrow {T}}\ 2InI}}}

## Физические свойства
Иодид индия(I) образует красно-коричневые кристаллы, устойчивы в сухом воздухе.
Плохо растворяется в холодной воде, этаноле, диэтиловом эфире, хлороформе.

## Химические свойства
- Медленно разлагается горячей водой:

{\displaystyle {\mathsf {InI+H_{2}O\ {\xrightarrow {}}\ InOH+HI}}}
- В присутствии кислорода реагирует с водой:

{\displaystyle {\mathsf {2InI+O_{2}+4H_{2}O\ \xrightarrow {} \ 2In(OH)_{3}+2HI}}}